# ГЕС Дар'ян
ГЕС Дар'ян — гідроелектростанція на заході Ірану. Знаходячись перед ГЕС Дербандікхан (Ірак), становить верхній ступінь каскаду на річці Діяла, лівій притоці Тигру (басейн Перської затоки).
У межах проекту річку перекрили кам'яно-накидною греблею із глиняним ядром висотою 178 метрів та довжиною 368 метрів, яка потребувала 10,2 млн м3 матеріалу та утримує водосховище з об'ємом 281 млн м3.
Основне обладнання станції становлять три турбіни типу Френсіс потужністю по 70 МВт.
Відпрацьований станцією Дар'ян ресурс в подальшому перекидається з метою іригації через протяжний — 48 км — тунель Nosoud, який прямує через сточище Земкан до річки Хавасан (обидві є лівими допливами Діяли, при цьому гирло останньої розташовано нижче за греблю станції Дербандікхан). Проєктний об'єм такої деривації становить 1378 млн м3 на рік.